# سید علی شوشتری
سید علی شوشتری (۱۲۲۳ ق، شوشتر - ۱۲۸۱ ق، نجف) مرجع تقلید شیعیان، قاضی و از عالمان و عارفان شیعه بود. او را سرحلقه سلسله عارفان شیعه در نجف دانسته‌اند. حلقه عرفای نجف از وی به حسینقلی همدانی و سپس به سید احمد کربلایی و پس از او به عارف بزرگ سید علی قاضی می‌رسد. و از ایشان به شیخ عباس هاتف قوچانی و پس از آن به آیت الله  محمدعلی ناصری دولت آبادی می‌رسد.
وی از نوادگان سید نعمت‌الله جزایری بود. برخی نقل کرده‌اند که وی بواسطه شخصی گمنام بنام ملاقلی جولا در وادی سیروسلوک رهنمون شد. ملا حسینقلی همدانی را برجسته‌ترین شاگرد وی در عرفان می‌دانند. سیدعلی شوشتری در فقه و اصول شاگرد شیخ انصاری بوده و از سویی وصی او و استاد او در عرفان محسوب میشد.  

## زندگی‌نامه
وی مقدمات علوم دینی را در زادگاهش شوشتر فرا گرفت و بعد از تکمیل مراتب علم و تحصیل اجتهاد، در نجف دوباره به وطن بازگشت و به تدریس و قضاوت مشغول گردید. او در سال ۱۲۸۳ ق، وفات یافت و در نجف مدفون گردید. وی در فقه و اصول شاگرد شیخ انصاری بوده و از سویی وصی او نیز بوده و در عین حال به جهت کمالات معنوی و عرفانی شیخ انصاری در مجلس اخلاق او شرکت می‌کرده است.
در برخی منابع روایت شده که شبی جولائی (بافنده‌ای) که در عین گمنامی «ملاقلی جولا» نام داشته، در خانه او را می‌کوبد؛ و حکمی که آنروز در مسند قضاوت داده بود را نادرست می‌داند؛ و گفت: «فلان حکمی که طبق دعوی شهود به ملکیت فلان ملک برای فلان کس نموده‌اید، صحیح نیست. آن ملک، متعلق به طفل صغیر یتیمی است و قباله آن در فلان محل، دفن است. این راهی را که شما پیش گرفته‌اید، ناصحیح است و راه شما نیست.» سید شوشتری در فکر فرومی‌رود و با خود می‌گوید: «صبح‌ها با مجرمین سر و کار دارم و شبها با مجانین». با اعجاب در صدد تحقیق برمی‌آید و مطلع می‌شود که در همان محل، قباله ملک یتیم مدفون است و شهود بر ملکیت فلان، شاهد زور (دروغ) بوده‌اند. بسیار بر خود می‌ترسد. شب بعد جولا به در خانه او می‌آید و سید را از ادامه کار قضاوت برحذر می‌دارد. در شب سوم نیز جولا به او می‌گوید: «معطل نشوید. فوراً تمام اثاث البیت را جمع کرده، خانه را بفروشید و به نجف مشرف شوید و وظایفی را که به شما گفته‌ام، انجام دهید و پس از شش ماه، در وادی السلام نجف در انتظار من باشید.» سید علی شوشتری بی درنگ چنین می‌کند. او در وادی السلام نجف، مرد جولا را می‌بیند و جولا به او دستورهائی می‌دهد و پنهان می‌شود؛ و سید دستورها او را عمل می‌کند و به مراتب بالای عرفانی می‌رسد.

ارتباط شیخ انصاری و سید علی شوشتری آن چنان تنگاتنگ بوده است که برخی نوشته‌اند که این دو در سفر و حضر هرگز از هم جدا نمی‌شده‌اند. از آنجایی که شیخ انصاری فرزند ذکور نداشت، سید علی شوشتری را وصی خود قرار داد و سید علی شوشتری بر جنازه شیخ انصاری اقامه نماز نمود. وی مقدمات علوم دینی را در زادگاهش شوشتر فرا گرفت و بعد از تکمیل مراتب علم و تحصیل اجتهاد، در نجف دوباره به وطن بازگشت و به تدریس و قضاوت مشغول گردید. او در سال ۱۲۸۱ ق، وفات یافت و در نجف مدفون گردید. وی در فقه و اصول شاگرد شیخ انصاری بوده و از سویی وصی او نیز بوده و در عین حال به جهت کمالات معنوی و عرفانی شیخ انصاری در مجلس اخلاق او شرکت می‌کرده است. 

## شاگردان
- میرزای اصفهانی (به صورت تعلم غیر جسمانی در عوالم انخلاع).
- شیخ مرتضی انصاری
- ملا حسینقلی همدانی
- آقا نجفی اصفهانی
- شیخ عبدالکریم شوشتری
- آقانورالله نجفی اصفهانی
- آخوند خراسانی
- سید احمد کربلایی